# Club sportif sfaxien (volley-ball)
Maillots
Le Club sportif sfaxien est un club de volley-ball tunisien fondé en 1928 à Sfax sous le nom de Club tunisien avant d'être renommé en 1962. Il évolue au plus haut niveau national (Nationale A).

## Historique
L'équipe de volley-ball du Club sportif sfaxien est créée à la suite de la fusion avec l'Union culturelle de Sfax. Hédi Haj Taïeb en est le premier entraîneur ainsi que son capitaine.

## Palmarès
| National | International |
| --- | --- |
| - Championnat de Tunisie masculin de volley-ball (11) - Vainqueur : 1979, 1982, 1984, 1985, 1986, 1987, 1988, 2004, 2005, 2009, 2013 - Vice-champion : 1977, 1978, 1981, 1983, 1989, 1990, 1999, 2003, 2012, 2018 - Coupe de Tunisie masculine de volley-ball (12) - Vainqueur : 1977, 1979, 1981, 1982, 1985, 1986, 1987, 2002, 2005, 2009, 2012, 2013 - Supercoupe de Tunisie masculine de volley-ball (1) - Vainqueur : 2005 - Championnat de Tunisie de volley-ball féminin (8) : - Vainqueur : 1999, 2003, 2004, 2006, 2009, 2010, 2012, 2019 - Coupe de Tunisie féminine de volley-ball (10) : - Vainqueur : 2000, 2005, 2008, 2009, 2012, 2013, 2014, 2018, 2019, 2024 - Supercoupe de Tunisie féminine de volley-ball (6) : - Vainqueur : 2005, 2007, 2009, 2018, 2019, 2023 - Finaliste : 2017, 2020, 2021 | - Championnat d'Afrique des clubs champions masculin de volley-ball (6) - Vainqueur : 1985, 1986, 1989, 1999, 2005, 2013 - Finaliste : 2000, 2001, 2006 - Championnat arabe des clubs champions masculin de volley-ball (6) - Vainqueur : 1983, 1985, 1999, 2000, 2008, 2013 - Finaliste : 2011 - Championnat d'Afrique des clubs champions féminin de volley-ball - Finaliste : 2021 - Coupe arabe des clubs champions de volley-ball féminin (1) - Vainqueur : 2019 - Finaliste : 1999, 2017 - Tournoi international de Bani Yas (2) - Vainqueur : 2011, 2012 |

## Entraîneurs
- 2010-2011 :  Joško Milenkoski (en)
- 2023-2024 :  Ghazi Koubba (en)

## Anciens joueurs
- Abdelaziz Ben Abdellah (international)
- Abdelkarim Batka
- Abdessalam Kammoun
- Abdelmajid Jrad
- Badreddine Abdelmaksoud
- Sadok Amara
- Mohammed Al-Aydi (international)
- Hossem Ayadi
- Mohamed Salah Barkia
- Jaouher Ben Abdellah
- Rafik Ben Amor (international)
- Zine Ben Amor
- Mohammed Bennour
- Tijani Elhajji
- Mohamed Hachicha (international)
- Nassim Hedroug
- Miroslav Gradinarov
- Mohammed Jbir
- Foued Kammoun (international)
- Mohammed Kammoun
- Slim Kammoun
- Habib Karaa
- Habib Karoui
- Hassen Kriaa
- Hédi Karray
- Khaled Keskes (international)
- Maher Keskes (international)
- Taher Khemakhem
- Ratcko Kolev
- Ghazi Koubaa
- Msadak Lahmar (international)
- Zied Largach
- Mohamed Montassar Louati
- Foued Loukil (international)
- Khaled Mabrouk (international)
- Ali Melliti
- Ghazi Mhiri (international)
- Mohammed Sallami
- Mohamed Sarsar (international)
- Martin Stoev
- Claude Strobant
- Hédi Haj Taïeb (international)